# سيلفانوس غزة
سيلفانوس غزة (توفي عام 414 ) هو راهب ورجل دين مسيحي فلسطيني عاش ما بين القرن الرابع والقرن الخامس الميلادي، وكان من آباء الصحراء.

## حياته
وُلد سيلفانوس في فلسطين ثم انتقل إلى مصر حيث قاد مجتمعًا مكونًا من 12 تلميذًا في الإسقيط بمصر، وكان من بينهم زكريا ومرقس الخطاط ونترس الذي أصبح أسقف باران فيما بعد وزينون، وبحسب روايات تلاميذه فقد تمتع سيلفانوس غزة بموهبة الفراسة فكان يتمكن من تخمين أسئلة تلاميذه ومعرفة خطاياهم قبل أن يعترفوا بها. ولكن بعد غزو قبائل البربر لمصر عام 380، انتقل سيلفانوس غزة مع تلاميذه من الإسقيط إلى سيناء حيث مكثوا حوالي عقد من الزمن وأنشأ مع تلاميذه ديرا وأقاموا له حديقة أخذ يعتني بها مع تلاميذه، وسرعان ما ذاع صيت سيلفانوس، وأصبح الدير يستقبل الزوار الوافدين من سائر ربوع مصر.
وقرابة عام 390، انتقل سيلفانوس وتلاميذه إلى غزة حيث استقروا على ساحل نهر جرار، وأقاموا لهم ديرا اتبعوا في بنائه نفس نمط الأديرة النسكية في الإسقيط وقاموا ببناء عدة صوامع له على طول المجرى المائي كما أنشأوا به كنيسة ومبنى منزلي يخدم احتياجات المعيشة على غرار لورا صحراء يهودا. كان سيلفانوس وتلاميذه يشغلون أنفسهم طيلة أيام الأسبوع بالصلاة وأشكال مختلفة من العمل اليدوي بينما كانوا يجتمعون يومي السبت والأحد للصلاة الجماعية والتناول، كما كان سيلفانوس يزور الرهبان الآخرين.

## وفاته
توفي سيلفانوس غزة قبل عام 414، وخلفه في الأسقفية زكريا أحد تلاميذه. أسس زينون، أحد تلاميذ سيلفانوس ومعلم بطرس الإيبيري فيما بعد، ديرًا آخر على بعد كيلومترين جنوب شرق دير سيلفانوس في عام 440.